# Walter Baseggio
Walter Baseggio (Clabecq, 19 agosto 1978) è un ex calciatore belga di origini italiane, di ruolo centrocampista.

## Biografia
I nonni paterni sono originari di Ponzano Veneto in provincia di Treviso e sono emigrati in Belgio nel 1946, dove poi è nato il padre Gianni Baseggio. La madre, invece, ha origini napoletane.

## Caratteristiche tecniche
È dotato di un tiro molto potente, tanto che in una partita con l'Anderlecht contro il La Louviére fece esplodere un pallone. Viene soprannominato "Dinamite" a causa della potenza dei suoi tiri.

## Carriera

### Club
Dopo le giovanili iniziate a 12 anni nell'Anderlecht, inizia la sua carriera calcistica professionistica all'età di 18 anni esordendo nel 1996 nella gara Anderlecht-Standard Liegi. Da allora ha quasi sempre giocato nell'Anderlecht, dove ha collezionato 252 presenze segnando 42 gol.
Ha trascorso le stagioni 2005-2006 e 2006-2007 nelle file del Treviso (città di cui è originario il padre del giocatore), dove però non ha brillato disputando 28 partite con 1 gol tra Serie A e Serie B. Nel gennaio 2007, a causa dello scarso utilizzo che ne faceva il tecnico Ezio Rossi, ha lasciato l'Italia ed è ritornato nell'Anderlecht. A gennaio 2008 si è trasferito al R.E. Mouscron, ma dopo due anni, nel gennaio 2010, rescinde il suo contratto con il club belga.
Dopo aver combattuto e vinto la sua battaglia più grande sconfiggendo un cancro alla tiroide, ha ufficialmente deciso di tornare a giocare a calcio firmando un contratto triennale con il Tubize, club di seconda divisione belga. Dopo meno di un anno, ad aprile del 2011 lascia il Tubize.

### Nazionale
Baseggio ha esordito con la maglia della nazionale di calcio belga nel marzo 1999 in una amichevole persa 1-0 contro la Bulgaria. Collezionò complessivamente 27 presenze (di cui l'ultima nel 2005) e una rete, segnata il 28 febbraio 2001 nella gara interna, giocata a Bruxelles, vinta per 10-1 contro San Marino (gara valevole per le qualificazioni ai Mondiali 2002).

## Statistiche

### Cronologia presenze e reti in nazionale
| Cronologia completa delle presenze e delle reti in nazionale ― Belgio | Cronologia completa delle presenze e delle reti in nazionale ― Belgio | Cronologia completa delle presenze e delle reti in nazionale ― Belgio | Cronologia completa delle presenze e delle reti in nazionale ― Belgio | Cronologia completa delle presenze e delle reti in nazionale ― Belgio | Cronologia completa delle presenze e delle reti in nazionale ― Belgio | Cronologia completa delle presenze e delle reti in nazionale ― Belgio | Cronologia completa delle presenze e delle reti in nazionale ― Belgio |
| Data                                                                  | Città                                                                 | In casa                                                               | Risultato                                                             | Ospiti                                                                | Competizione                                                          | Reti                                                                  | Note                                                                  |
| --------------------------------------------------------------------- | --------------------------------------------------------------------- | --------------------------------------------------------------------- | --------------------------------------------------------------------- | --------------------------------------------------------------------- | --------------------------------------------------------------------- | --------------------------------------------------------------------- | --------------------------------------------------------------------- |
| 27-3-1999                                                             | Bruxelles                                                             | Belgio                                                                | 0 – 1                                                                 | Bulgaria                                                              | Amichevole                                                            | -                                                                     | 50’                                                                   |
| 28-4-1999                                                             | Bucarest                                                              | Romania                                                               | 1 – 0                                                                 | Belgio                                                                | Amichevole                                                            | -                                                                     | 64’                                                                   |
| 18-8-1999                                                             | Bruges                                                                | Belgio                                                                | 3 – 4                                                                 | Finlandia                                                             | Amichevole                                                            | -                                                                     | 80’                                                                   |
| 16-8-2000                                                             | Sofia                                                                 | Bulgaria                                                              | 1 – 3                                                                 | Belgio                                                                | Amichevole                                                            | -                                                                     | 61’                                                                   |
| 28-2-2001                                                             | Bruxelles                                                             | Belgio                                                                | 10 – 1                                                                | San Marino                                                            | Qual. Mondiali 2002                                                   | 1                                                                     | 73’                                                                   |
| 24-3-2001                                                             | Glasgow                                                               | Scozia                                                                | 2 – 2                                                                 | Belgio                                                                | Qual. Mondiali 2002                                                   | -                                                                     | 79’                                                                   |
| 25-4-2001                                                             | Praga                                                                 | Rep. Ceca                                                             | 1 – 1                                                                 | Belgio                                                                | Amichevole                                                            | -                                                                     | 57’                                                                   |
| 6-10-2001                                                             | Zagabria                                                              | Croazia                                                               | 1 – 0                                                                 | Belgio                                                                | Qual. Mondiali 2002                                                   | -                                                                     | 24’                                                                   |
| 13-2-2002                                                             | Bruxelles                                                             | Belgio                                                                | 1 – 0                                                                 | Norvegia                                                              | Amichevole                                                            | -                                                                     |                                                                       |
| 27-3-2002                                                             | Patrasso                                                              | Grecia                                                                | 3 – 2                                                                 | Belgio                                                                | Amichevole                                                            | -                                                                     | 46’                                                                   |
| 21-8-2002                                                             | Stettino                                                              | Polonia                                                               | 1 – 1                                                                 | Belgio                                                                | Amichevole                                                            | -                                                                     | 81’                                                                   |
| 7-9-2002                                                              | Bruxelles                                                             | Belgio                                                                | 0 – 2                                                                 | Bulgaria                                                              | Qual. Euro 2004                                                       | -                                                                     |                                                                       |
| 12-10-2002                                                            | Andorra la Vella                                                      | Andorra                                                               | 0 – 1                                                                 | Belgio                                                                | Qual. Euro 2004                                                       | -                                                                     | 82’                                                                   |
| 16-10-2002                                                            | Tallinn                                                               | Estonia                                                               | 0 – 1                                                                 | Belgio                                                                | Qual. Euro 2004                                                       | -                                                                     |                                                                       |
| 29-3-2003                                                             | Zagabria                                                              | Croazia                                                               | 4 – 0                                                                 | Belgio                                                                | Qual. Euro 2004                                                       | -                                                                     | 54’                                                                   |
| 30-4-2003                                                             | Bruxelles                                                             | Belgio                                                                | 3 – 1                                                                 | Polonia                                                               | Amichevole                                                            | -                                                                     | 87’                                                                   |
| 7-6-2003                                                              | Sofia                                                                 | Bulgaria                                                              | 2 – 2                                                                 | Belgio                                                                | Qual. Euro 2004                                                       | -                                                                     |                                                                       |
| 11-6-2003                                                             | Gand                                                                  | Belgio                                                                | 3 – 0                                                                 | Andorra                                                               | Qual. Euro 2004                                                       | -                                                                     |                                                                       |
| 20-8-2003                                                             | Bruxelles                                                             | Belgio                                                                | 1 – 1                                                                 | Paesi Bassi                                                           | Amichevole                                                            | -                                                                     | 78’                                                                   |
| 10-9-2003                                                             | Bruxelles                                                             | Belgio                                                                | 2 – 1                                                                 | Croazia                                                               | Qual. Euro 2004                                                       | -                                                                     |                                                                       |
| 11-10-2003                                                            | Liegi                                                                 | Belgio                                                                | 2 – 0                                                                 | Estonia                                                               | Qual. Euro 2004                                                       | -                                                                     |                                                                       |
| 18-2-2004                                                             | Bruxelles                                                             | Belgio                                                                | 0 – 2                                                                 | Francia                                                               | Amichevole                                                            | -                                                                     | 85’                                                                   |
| 31-3-2004                                                             | Colonia                                                               | Germania                                                              | 3 – 0                                                                 | Belgio                                                                | Amichevole                                                            | -                                                                     | 58’                                                                   |
| 28-4-2004                                                             | Bruxelles                                                             | Belgio                                                                | 2 – 3                                                                 | Turchia                                                               | Amichevole                                                            | -                                                                     | 69’                                                                   |
| 18-8-2004                                                             | Oslo                                                                  | Norvegia                                                              | 2 – 2                                                                 | Belgio                                                                | Amichevole                                                            | -                                                                     | 62’                                                                   |
| 17-11-2004                                                            | Bruxelles                                                             | Belgio                                                                | 0 – 2                                                                 | Serbia e Montenegro                                                   | Qual. Mondiali 2006                                                   | -                                                                     |                                                                       |
| 10-2-2005                                                             | Il Cairo                                                              | Egitto                                                                | 4 – 0                                                                 | Belgio                                                                | Amichevole                                                            | -                                                                     | 59’                                                                   |
| Totale                                                                |                                                                       | Presenze                                                              | 27                                                                    |                                                                       | Reti                                                                  | 1                                                                     |                                                                       |

## Palmarès

### Competizioni nazionali
- Campionato belga: 4

Anderlecht: 1999-2000, 2000-2001, 2003-2004, 2006-2007